# Liste UIAA des 3000 pyrénéens
Les Pyrénées culminent au pic d'Aneto à 3 404 m d'altitude. La cote « 3 000 » est une altitude « mythique » dans les Pyrénées : c'est elle qui définit les « grands » sommets. Cette notion de « 3 000 » n'est apparue que vers le milieu du XIXe siècle avec la généralisation de la carte d'état-major (auparavant, les rares altitudes calculées étaient estimées en toises). Les pyrénéistes se prirent alors d'une véritable passion pour la conquête des « 3 000 ».
Pour le massif des Pyrénées, il existe une liste des « 3 000 » officiels UIAA (Union internationale des associations d'alpinisme). L'équipe des 3 000 de 1988 (Jean Buyse, Luis Alejos, etc) a fait cette liste de façon scientifique, en prenant le critère des 10 mètres de dénivelé entre deux sommets. Ils distinguent ensuite 129 sommets principaux et 83 secondaires.
Voici la liste des 129 sommets principaux définis par zone :

## Zone 1: Balaïtous-Enfer-Argualas
| Nom                    | Altitude | Localisation     |
| ---------------------- | -------- | ---------------- |
| Balaïtous              | 3 144 m  | France - Espagne |
| Pic d'Enfer central    | 3 081 m  | Espagne          |
| Pic d'Enfer oriental   | 3 076 m  | Espagne          |
| Pic d'Enfer occidental | 3 075 m  | Espagne          |
| Frondella              | 3 071 m  | Espagne          |
| Garmo Negro            | 3 051 m  | Espagne          |
| Argualas               | 3 046 m  | Espagne          |
| Pic Algas              | 3 036 m  | Espagne          |
| Arnales                | 3 006 m  | Espagne          |
| Grande Fache           | 3 005 m  | France - Espagne |
| Frondella sud ouest    | 3 001 m  | Espagne          |

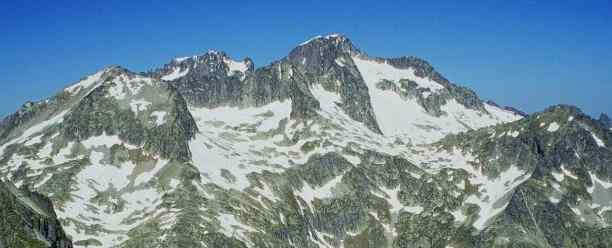
Massif du Balaïtous.

Sommet secondaire : Tour Georges-Cadier ou Tour de Costérillou (3 049 m)  France -  Espagne

## Zone 2: Vignemale

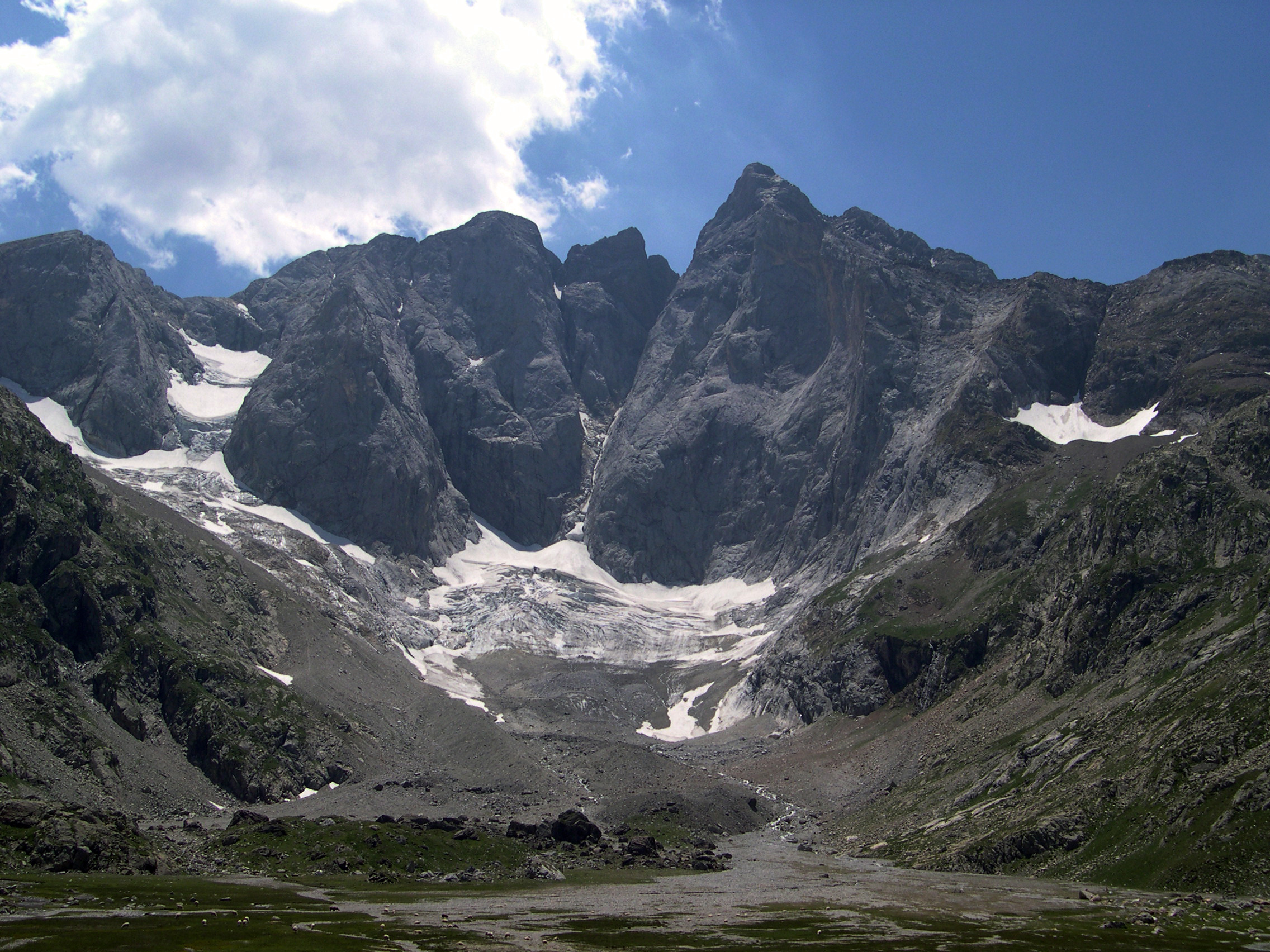
Massif du Vignemale.

| Nom                       | Altitude         | Localisation     |
| ------------------------- | ---------------- | ---------------- |
| Vignemale ou pique Longue | 3 298 ou 3 297 m | France - Espagne |
| Clot de la Hount          | 3 289 ou 3 291 m | France - Espagne |
| Pic de Cerbillona         | 3 247 ou 3 248 m | France - Espagne |
| Pic Central               | 3 235 ou 3 227 m | France - Espagne |
| Montferrat                | 3 219 ou 3 217 m | France - Espagne |
| Pointe Chausenque         | 3 204 m          | France           |
| Piton Carré               | 3 197 m          | France           |
| Grand pic de Tapou        | 3 150 ou 3 151 m | France - Espagne |
| Pic du Milieu             | 3 128 m          | France - Espagne |
| Petit Vignemale           | 3 032 m          | France           |

## Zone 3: Mont-Perdu

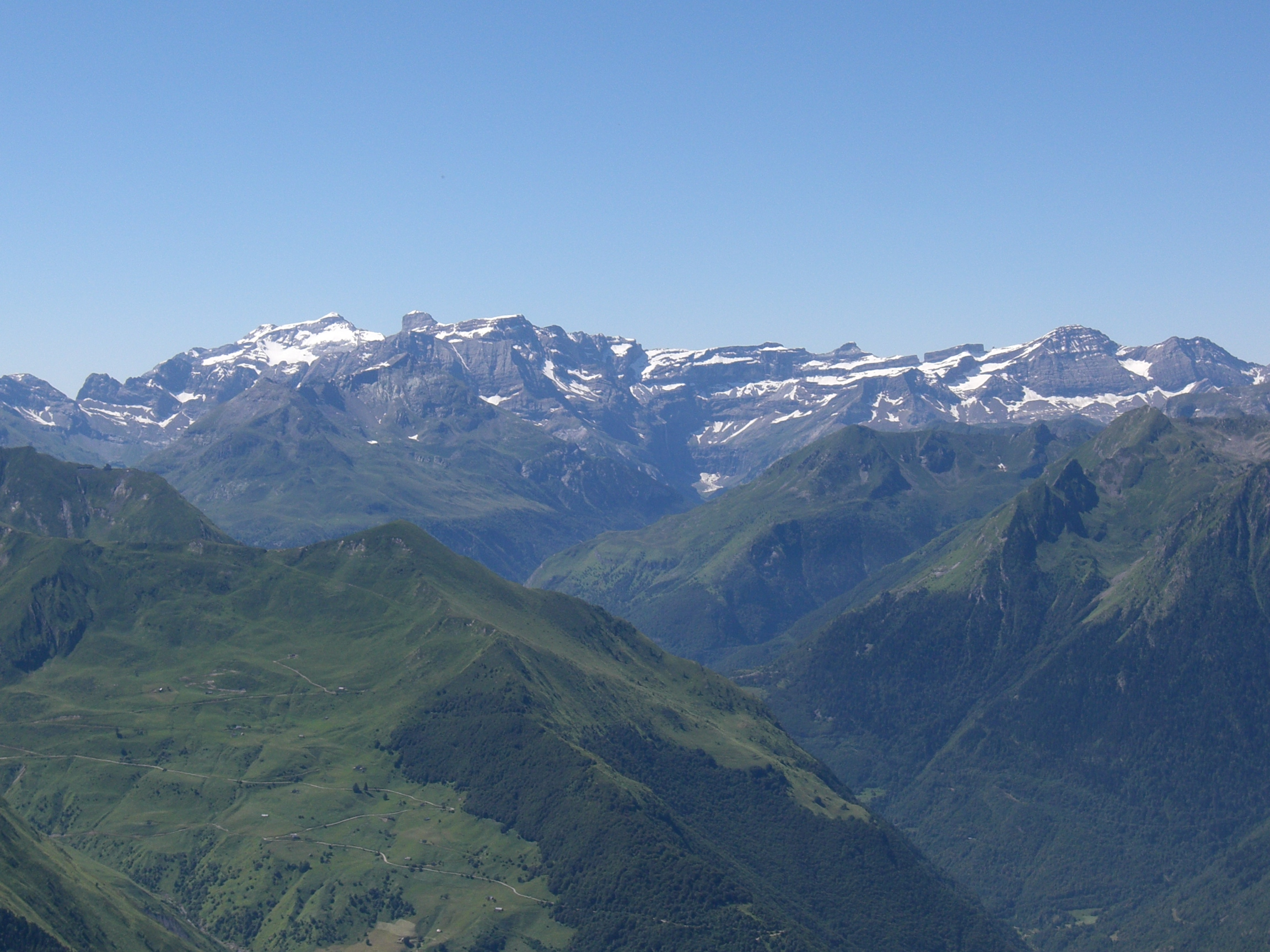
Vue du massif du Mont-Perdu.

| Nom                                     | Altitude         | Localisation     |
| --------------------------------------- | ---------------- | ---------------- |
| Mont Perdu                              | 3 348 m          | Espagne          |
| Cylindre du Marboré                     | 3 325 m          | Espagne          |
| Soum de Ramond                          | 3 257 m          | Espagne          |
| Pic du Marboré                          | 3 248 ou 3 251 m | France - Espagne |
| Pic de la Cascade oriental              | 3 161 m          | France - Espagne |
| Pic du Taillon                          | 3 144 ou 3 145 m | France - Espagne |
| Pic Brulle ou pic de la Cascade central | 3 106 ou 3 111 m | France - Espagne |
| Pic de la Cascade occidental            | 3 095 ou 3 098 m | France - Espagne |
| Épaule du Marboré                       | 3 073 ou 3 062 m | France - Espagne |
| Astazou oriental ou Grand Astazou       | 3 071 m          | France - Espagne |
| Baudrimont nord ouest                   | 3 045 m          | Espagne          |
| Gabiétous occidental                    | 3 034 m          | Espagne          |
| Gabiétous oriental                      | 3 031 m          | France - Espagne |
| Baudrimont sud est                      | 3 026 m          | Espagne          |
| Punta de las Olas                       | 3 022 m          | Espagne          |
| Astazou occidental ou Petit Astazou     | 3 012 ou 3 013 m | France - Espagne |
| Tour du Marboré                         | 3 007 ou 3 012 m | France - Espagne |
| Casque du Marboré                       | 3 006 ou 3 011 m | France - Espagne |

## Zone 4: La Munia

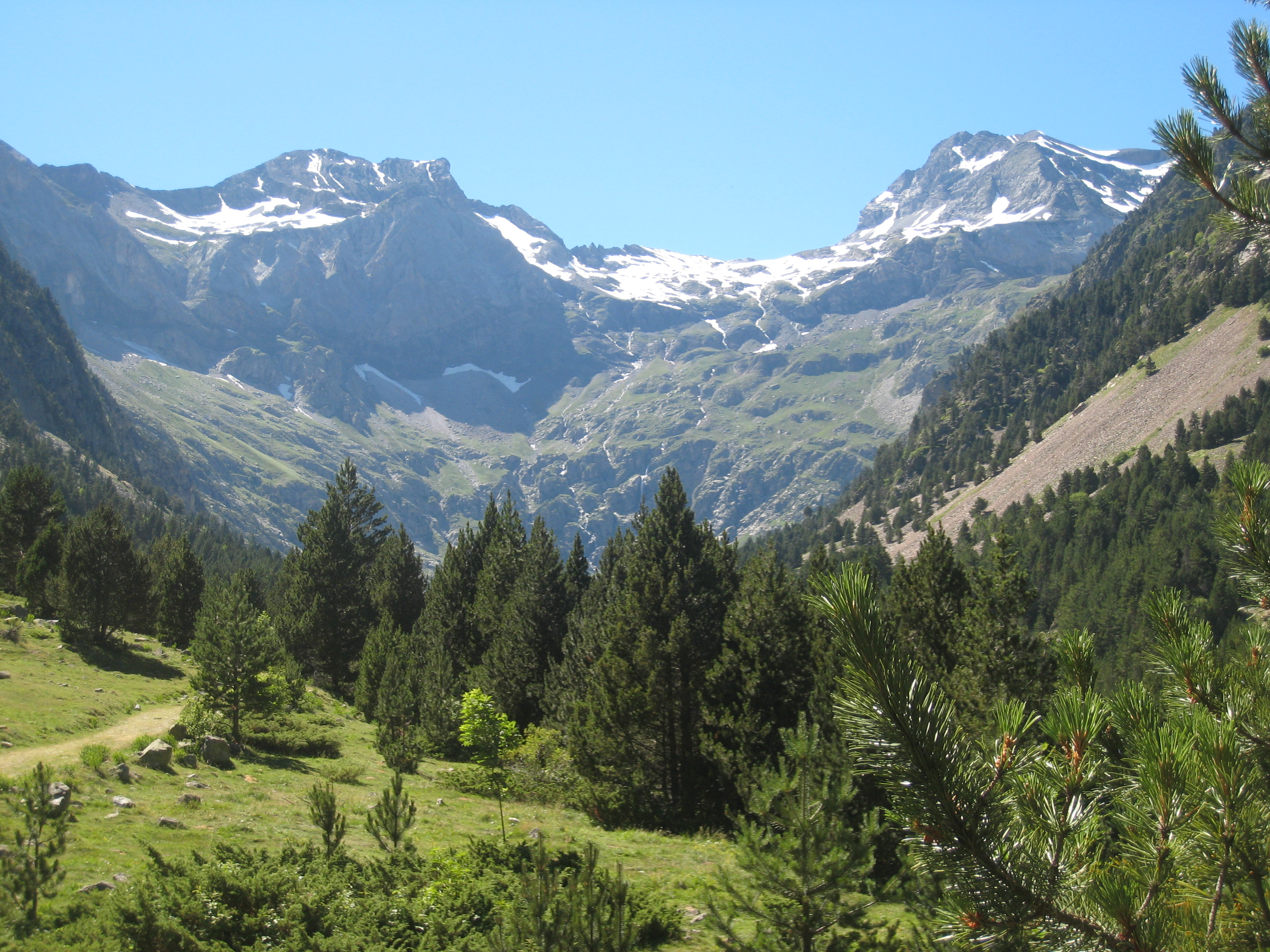
Cirque de Barrosa.

Situation : Intersection des cirques naturels de Troumouse, Barroude et Barrosa.
| Nom                  | Altitude         | Localisation     |
| -------------------- | ---------------- | ---------------- |
| Pic de la Munia      | 3 133 ou 3 129 m | France - Espagne |
| Pic de Serre Mourène | 3 090 ou 3 088 m | France - Espagne |
| Pic de Troumouse     | 3 085 ou 3 083 m | France - Espagne |
| Pic Heid             | 3 022 m          | France           |
| Robiñera             | 3 001 m          | Espagne          |

## Zone 5: Néouvielle-Pic Long

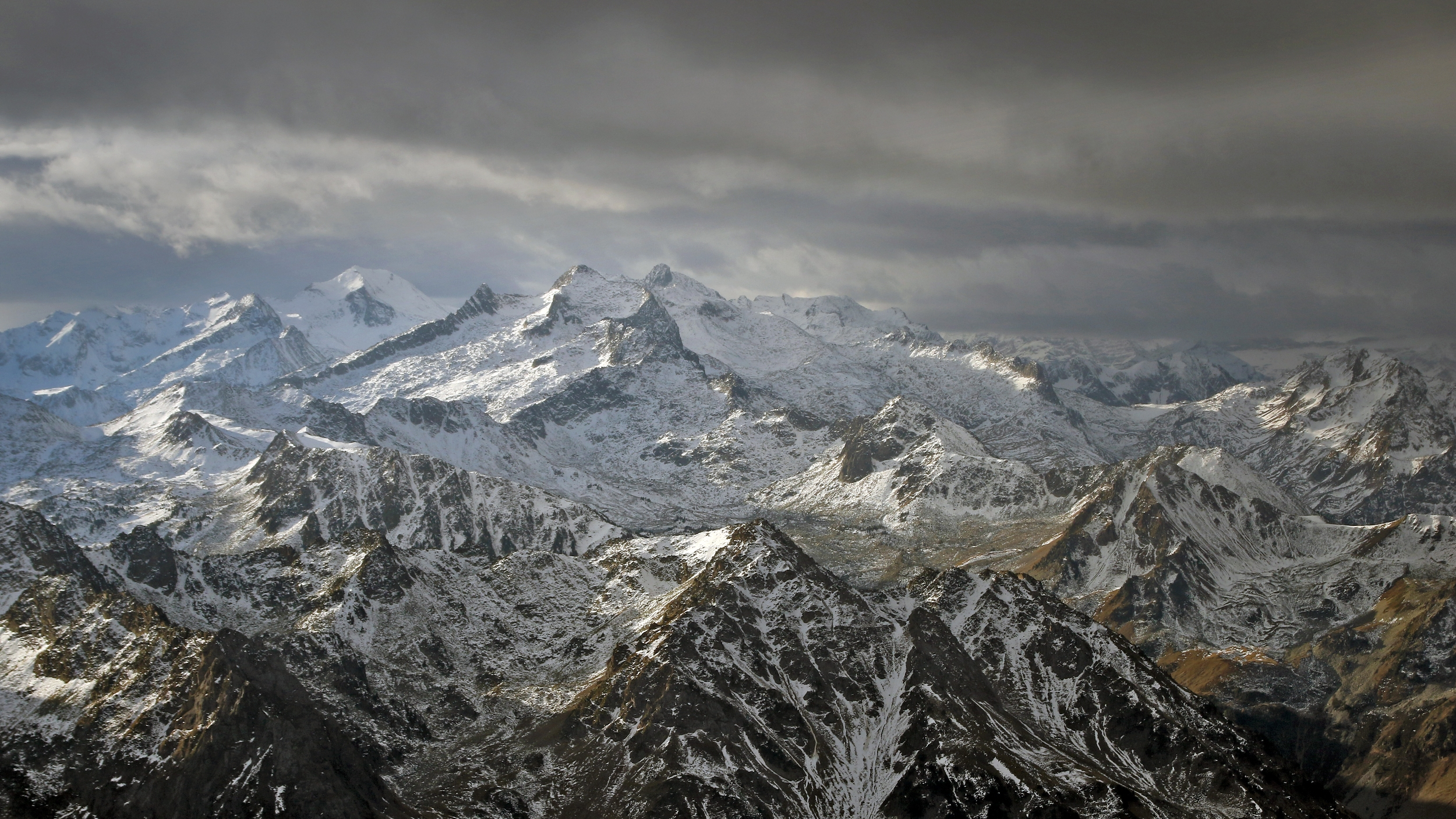
Zone nord du massif du Néouvielle depuis le pic du Midi de Bigorre.

Le massif du Néouvielle se trouve entièrement en France dans le département des Hautes-Pyrénées :
| Nom                       | Altitude | Localisation |
| ------------------------- | -------- | ------------ |
| Pic Long                  | 3 192 m  | France       |
| Pic de Campbieil          | 3 173 m  | France       |
| Pic Badet                 | 3 160 m  | France       |
| Pic de Néouvielle         | 3 091 m  | France       |
| Pic Maou                  | 3 074 m  | France       |
| Pic Maubic                | 3 058 m  | France       |
| Pic des Trois-Conseillers | 3 039 m  | France       |
| Turon de Néouvielle       | 3 035 m  | France       |
| Pic de Bugarret           | 3 031 m  | France       |
| Pic de Crabounouse        | 3 021 m  | France       |
| Dent d'Estibère-Male      | 3 017 m  | France       |
| Pic Ramougn               | 3 011 m  | France       |
| Pic d'Estaragne           | 3 006 m  | France       |

## Zone 6: Batoua-Batchimale
| Nom                              | Altitude         | Localisation     |
| -------------------------------- | ---------------- | ---------------- |
| Pic Schrader ou Grand Batchimale | 3 176 m          | Espagne          |
| Punta del Sabre                  | 3 136 m          | Espagne          |
| Pointe Ledormeur                 | 3 120 m          | France - Espagne |
| Pic Marcos Feliu                 | 3 067 m          | France - Espagne |
| Pic de Batoua                    | 3 034 m          | France - Espagne |
| Pic de l'Abeillé                 | 3 029 ou 3 028 m | France - Espagne |
| Pic de la Pez                    | 3 024 m          | Espagne          |
| Pic de Lustou                    | 3 023 m          | France           |
| Pic du Port de la Pez            | 3 018 m          | France - Espagne |

Sommet secondaire : Petit Batchimale (3 061 m)  France -  Espagne

## Zone 7: Posets-Eristé

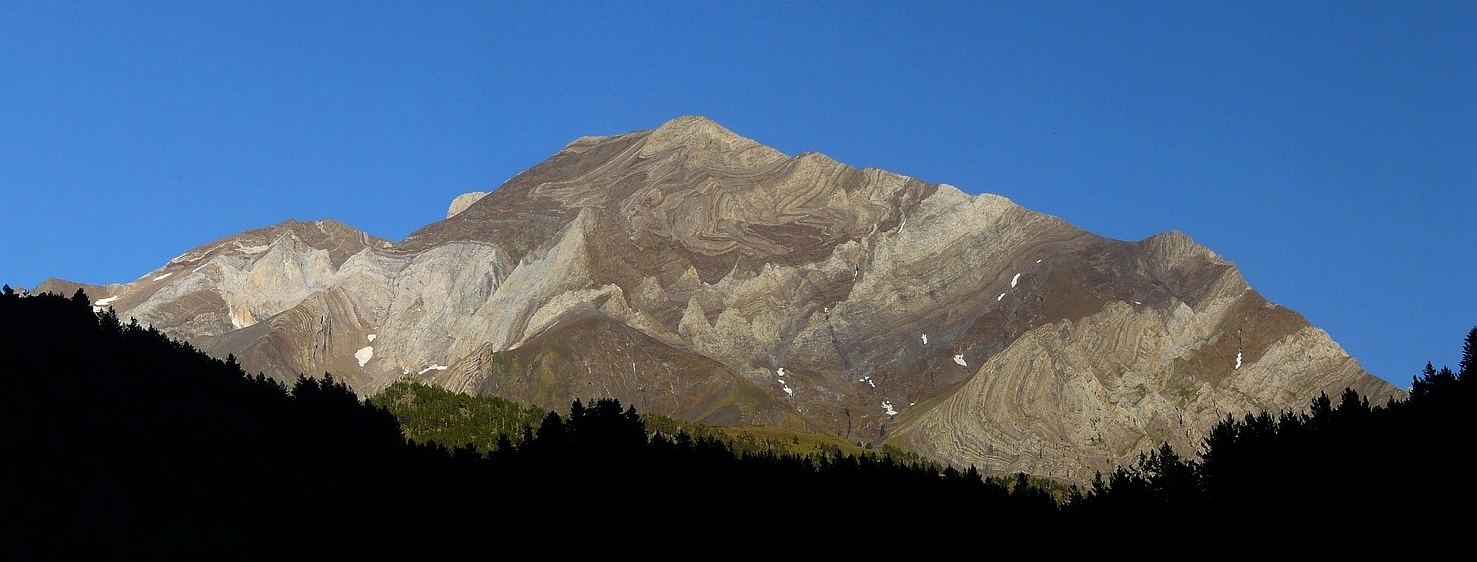
Massif des Posets : pic d'Espadas au premier plan, pic des Posets au deuxième plan à gauche.

| Nom                                  | Altitude | Localisation |
| ------------------------------------ | -------- | ------------ |
| Posets                               | 3 375 m  | Espagne      |
| Espadas                              | 3 328 m  | Espagne      |
| Pic des Jumeaux Ravier               | 3 160 m  | Espagne      |
| Pic des Vétérans                     | 3 125 m  | Espagne      |
| Pic des Pavots                       | 3 121 m  | Espagne      |
| Dent de Llardana                     | 3 085 m  | Espagne      |
| Pico de Bardamina                    | 3 079 m  | Espagne      |
| Pic de la Paul                       | 3 078 m  | Espagne      |
| Grand pic d'Eristé                   | 3 053 m  | Espagne      |
| Pic d'Eristé sud ou Pic de Bagüeñola | 3 045 m  | Espagne      |
| Pic d'Eristé nord ou Pic Béraldi     | 3 025 m  | Espagne      |
| Pic Forqueta ou Pic des Tourets      | 3 007 m  | Espagne      |

## Zone 8: Clarabide-Perdiguère-Boum
| Nom                                       | Altitude         | Localisation     |
| ----------------------------------------- | ---------------- | ---------------- |
| Pic Perdiguère                            | 3 222 ou 3 219 m | France - Espagne |
| Pointe de Literole                        | 3 132 ou 3 133 m | France - Espagne |
| Pic des Gourgs-Blancs                     | 3 129 ou 3 128 m | France - Espagne |
| Pic de Royo                               | 3 121 ou 3 122 m | France - Espagne |
| Pic des Crabioules ou Crabioules oriental | 3 116 ou 3 107 m | France - Espagne |
| Cap du Seil de la Baque                   | 3 110 m          | France - Espagne |
| Pic de Maupas                             | 3 109 ou 3 111 m | France - Espagne |
| Pic Lézat                                 | 3 107 m          | France           |
| Crabioules occidental                     | 3 106 m          | France - Espagne |
| Pic Jean Arlaud                           | 3 065 m          | France - Espagne |
| Pic des Spijeoles                         | 3 065 m          | France           |
| Grand Quayrat ou pic Quayrat              | 3 060 m          | France           |
| Pic du Portillon d'Oô                     | 3 050 m          | France - Espagne |
| Pic Camboue                               | 3 043 m          | France           |
| Pic Gourdon                               | 3 034 m          | France           |
| Pic de Clarabide                          | 3 020 ou 3 019 m | France - Espagne |
| Pic de Gias                               | 3 011 m          | Espagne          |
| Pic Belloc                                | 3 008 m          | France           |
| Pic de Boum                               | 3 006 m          | France - Espagne |
| Pic de Saint-Saud                         | 3 003 m          | France           |

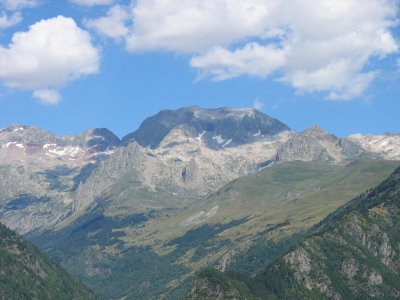
Le pic Perdiguère (3222 m), point culminant, vu du sud.

Sommet secondaire : Antenne nord du Quayrat (3 046 m)  France

## Zone 9: Maladeta-Aneto

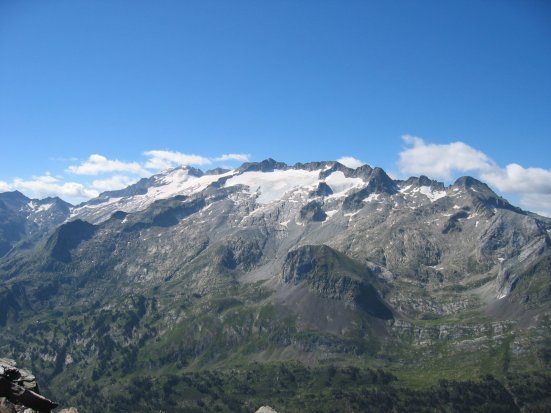
Face nord du massif de la Maladeta.

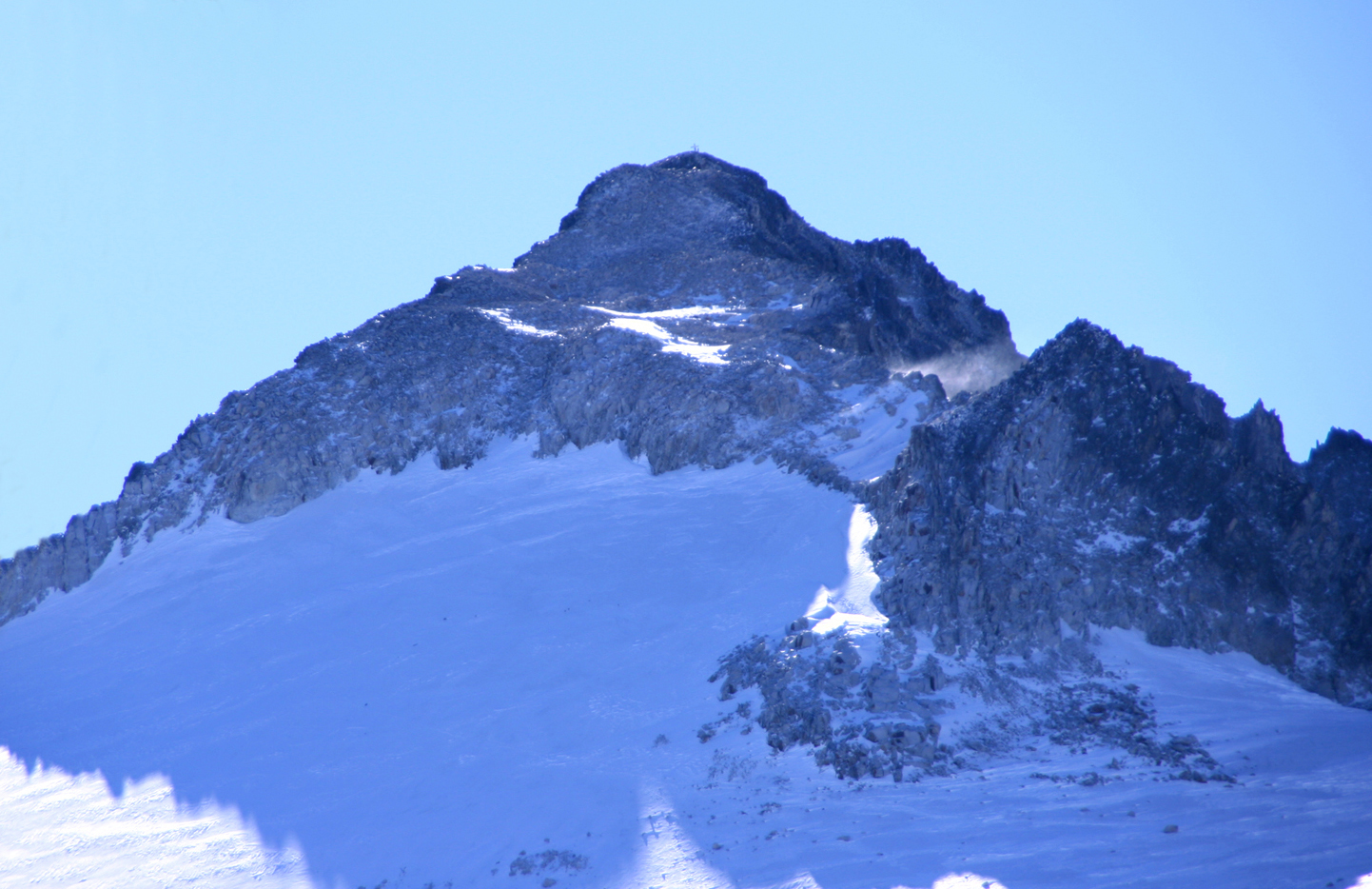
Pic d'Aneto, point culminant des Pyrénées.

| Nom                               | Altitude | Localisation |
| --------------------------------- | -------- | ------------ |
| Aneto                             | 3 404 m  | Espagne      |
| Pic Maudit                        | 3 354 m  | Espagne      |
| Pointe d'Astorg                   | 3 354 m  | Espagne      |
| Épaule de l'Aneto                 | 3 350 m  | Espagne      |
| Pico del Medio                    | 3 346 m  | Espagne      |
| Maladeta                          | 3 312 m  | Espagne      |
| Pico de Coronas                   | 3 293 m  | Espagne      |
| Pic des Tempêtes                  | 3 290 m  | Espagne      |
| Premier pic occidental Maladeta   | 3 254 m  | Espagne      |
| Pic Margalida                     | 3 241 m  | Espagne      |
| Deuxième pic occidental Maladeta  | 3 220 m  | Espagne      |
| Pic Russell                       | 3 206 m  | Espagne      |
| Troisième pic occidental Maladeta | 3 185 m  | Espagne      |
| Pic le Bondidier                  | 3 185 m  | Espagne      |
| Diente de Alba                    | 3 136 m  | Espagne      |
| Pic d'Albe                        | 3 112 m  | Espagne      |
| Tuca de Culebras                  | 3 062 m  | Espagne      |
| Pic de Vallibierna                | 3 059 m  | Espagne      |
| Pic Aragüells                     | 3 037 m  | Espagne      |
| Tuc de Mulleres                   | 3 010 m  | Espagne      |

## Zone 10: Besiberris

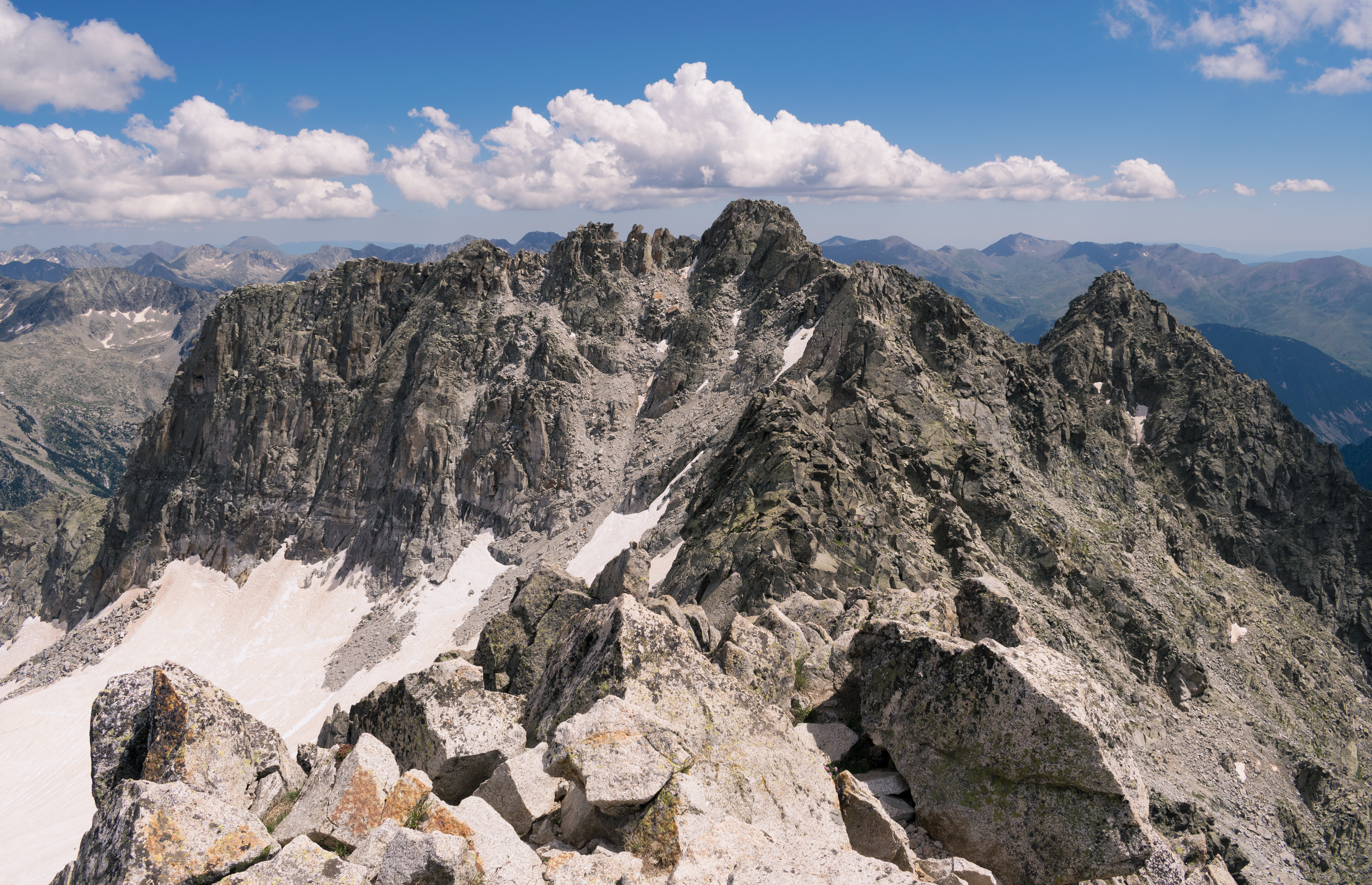
Comaloforno.

| Nom                    | Altitude         | Localisation |
| ---------------------- | ---------------- | ------------ |
| Comaloforno            | 3 029 ou 3 028 m | Espagne      |
| Besiberri Sud          | 3 030 m          | Espagne      |
| Besiberri Nord         | 3 014 m          | Espagne      |
| Punta Alta             | 3 014 m          | Espagne      |
| Besiberri Del Mig sud  | 3 003 m          | Espagne      |
| Besiberri Del Mig nord | 3 002 m          | Espagne      |
| Pointe Célestin Passet | 3 002 m          | Espagne      |

## Zone 11: Estats-Montcalm

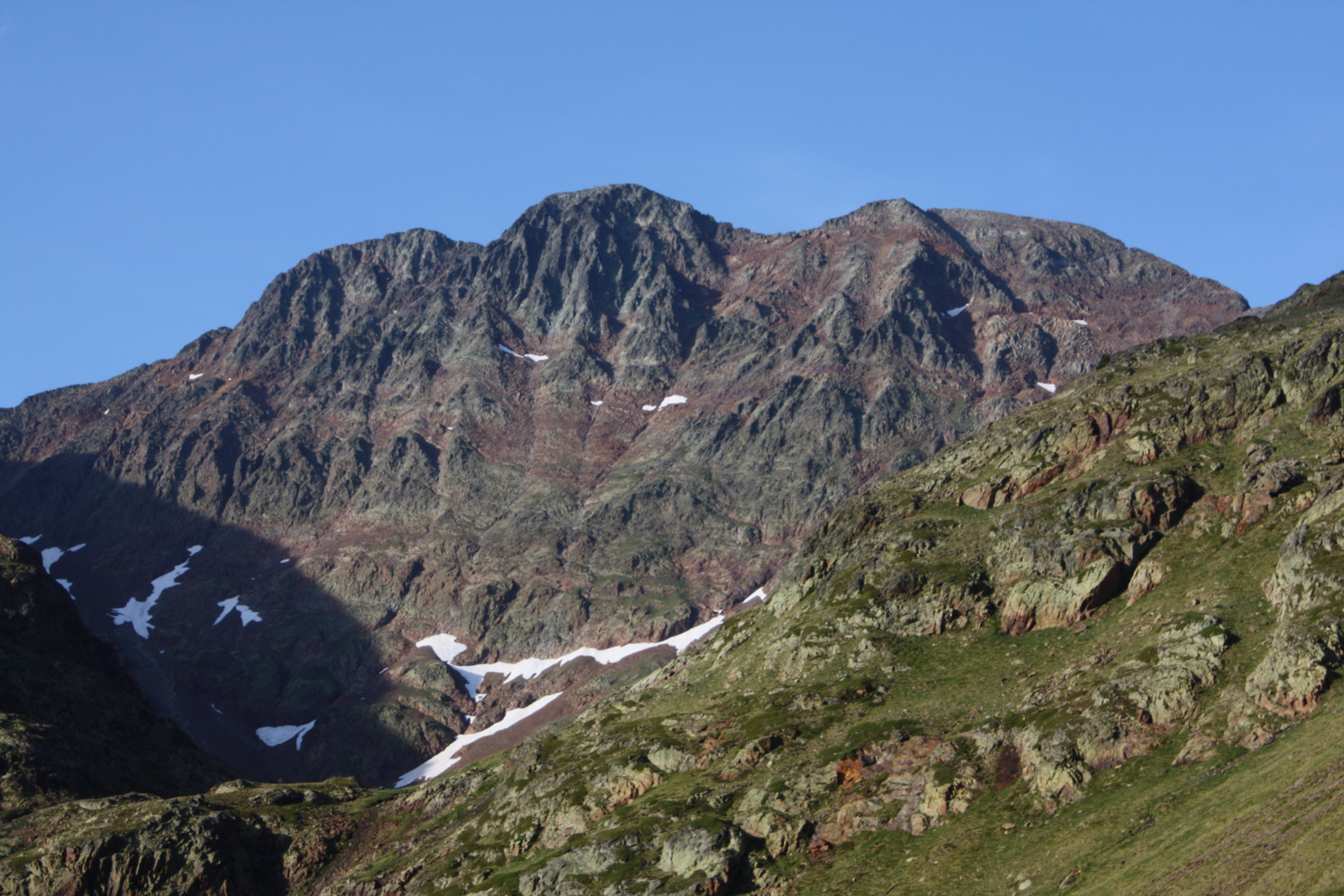
Pique d'Estats.

| Nom                  | Altitude         | Localisation     |
| -------------------- | ---------------- | ---------------- |
| Pique d'Estats       | 3 143 m          | France - Espagne |
| Pic de Verdaguer     | 3 131 ou 3 129 m | France - Espagne |
| Punta Gabarro        | 3 115 m          | France - Espagne |
| Pic du Montcalm      | 3 077 m          | France           |
| Pic du Port de Sullo | 3 072 à 3 085 m  | France - Espagne |